# L'amour (Hegel)
L'amour (en allemand : Die Liebe) est une œuvre de jeunesse du philosophe allemand Georg Hegel. Jamais publié, ce texte qui est demeuré à l'état de fragment aurait été écrit en 1797.

## Présentation générale
Hegel a probablement écrit le fragment sur l'amour à la fin de l'année 1797, ou au début de 1798. Le seul manuscrit dont nous disposons commence au milieu d'une phrase. Le titre L'amour a été donné au manuscrit par l'éditeur d'Hegel, Herman Nohl. 
L'amour fait partie des textes à partir desquels Hegel a rompu avec Emmanuel Kant, en soutenant que l'amour est un sentiment supérieur qui transcende les devoirs et se situe au-dessus des règles morales abstraites. Dans Feminist Interpretations of G. W. F. Hegel, Patricia Jagentowicz Mills souligne que L'amour montre « une conception plus romantique de l'amour et de la sexualité, que celle, fade et domestiquée, du mariage, dans la Philosophie du droit ». 

## Contenu
Hegel soutient que l'amour est le principe d'union qui annule la division et l'opposition. L'amour peut ainsi être défini comme l'unité qui dépasse la séparation, une union de la vie telle que les deux amants demeurent distincts l'un de l'autre mais ne sont plus étrangers. C'est dans leur unité que « le vivant sent le vivant ». L'amour est par conséquent un principe essentiel d'unité.
Hegel soutient que « un cœur pur n'a pas honte de l'amour ; mais il a honte si son amour est incomplet ». L'amour est une facette de l'infini. La reproduction a lieu par cette union de l'amour qui ne se sépare plus, car il a produit un être nouveau, qui est l'enfant.